# ال تپه‌سی
ال تپه سی مربوط به عصر آهن است و در شهرستان ماهنشان، بخش انگوران، دهستان انگوران، ابتدای روستای انگوران، غرب جاده آسفالت، در مجاورت خانه‌ها واقع شده و این اثر در تاریخ ۲۷ بهمن ۱۳۸۷ با شمارهٔ ثبت ۲۴۵۸۱ به‌عنوان یکی از آثار ملی ایران به ثبت رسیده است.